# Merenschwand
Merenschwand es una comuna suiza del cantón de Argovia, situada en el distrito de Muri. Limita al norte con la comuna de Aristau, este con Ottenbach (ZH) y Obfelden (ZH), al sureste con Hünenberg (ZG), al sur con Mühlau y Beinwil (Freiamt), y al oeste con Muri.
Desde el 1 de enero de 2012 incluye de nuevo el territorio de la antigua comuna de Benzenschwil.

## Personajes ilustres
- Doris Leuthard, consejera federal.

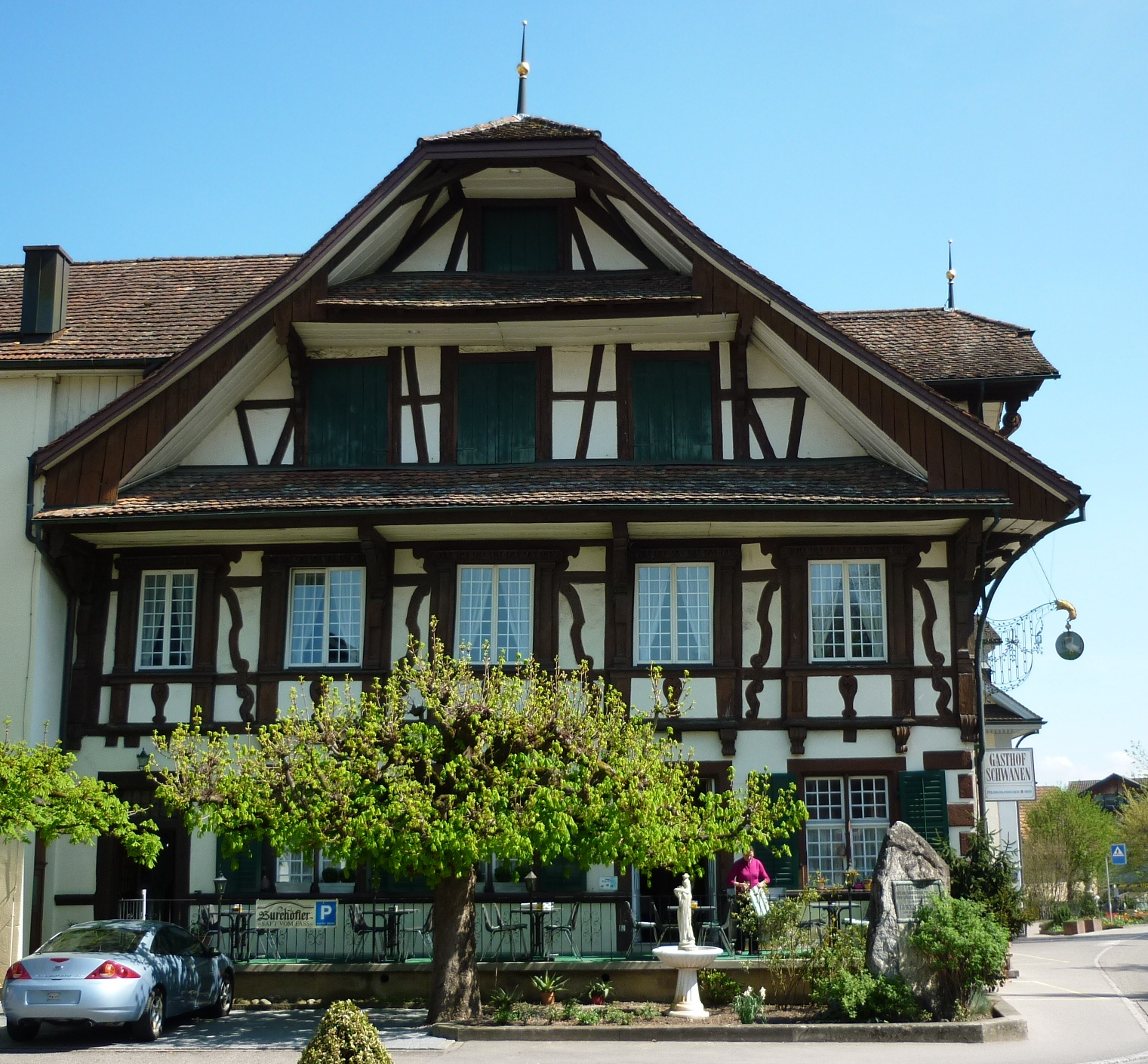
Restaurante típico en Merenschwand.